# 弘山晴美
弘山 晴美（ひろやま はるみ、旧姓・鈴木。1968年9月2日 - ）は、日本女子の元陸上競技（中距離走・長距離走・マラソン）選手。現在は陸上競技の指導者。
夫も同じ陸上競技元選手で、現指導者（2015年4月より筑波大学陸上部・長距離走コーチののち監督）の弘山勉。現在1児の母親。

## 人物
徳島県鳴門市出身。血液型はB型。 鳴門市大麻中学校時代に陸上競技を始め、中学時代に第1回全国都道府県対抗女子駅伝競走大会にも徳島県代表として出場している。徳島県立鳴門高等学校を経て国士舘大学卒業後の1991年に資生堂に入社。
1993年2月に資生堂ランニングクラブの元選手で、引退後同コーチに就任した弘山勉（2007年4月～2013年3月まで同RC監督を担当）と結婚。その後もミセスランナーとして長い間にわたり、日本女子陸上界のエースとして君臨、現役時代は「トラックの女王」の異名を持っていた。現役当時日本女子の若き陸上選手からは、目標とする選手に弘山の名前を挙げる事が多かった。
オリンピックには、1996年アトランタオリンピック、2000年シドニーオリンピック、2004年アテネオリンピックと長距離トラック代表選手として、3大会連続出場という偉業を成し遂げているが、かつて日本女子の陸上トラック競技で五輪3回出場は弘山が初めてであった（フィールド競技では過去に佐藤恵が日本女子で初の五輪3大会連続で出場した。またその後、福士加代子が日本女子では最多となる五輪4大会連続代表入り（長距離走・3回とマラソン・1回）を果たしている）。
また世界陸上選手権には通算4回出場しており、1999年世界陸上セビリア大会では女子10000mで4位入賞するなど、合計3種目で8位以内の入賞を果たした。なお、弘山と同じ1968年生まれで活躍した日本女子陸上選手に、松野明美・真木和（2018年・乳癌により49歳で逝去）・鈴木博美がおり、この4人が「四天王」と謳われた時期もある。
かつて1500m、3000m、5000mのトラック3種目で同時に日本記録を独占していたことがあった。さらに、フルマラソンにおいても2時間22分56秒の日本歴代8位の好記録を持っている。
現役の社会人時代は資生堂の社員らしく、競技においても女性らしさを大事にしており、一個人として競技に参加する場合は、基本的にブルマー状のランニングパンツ（レーシングブリーフ）を着用していた。これは部の大先輩であり、東京国際女子マラソンに第1回から連続して参加していた、松田千枝の影響を受けているものと思われる（部の先輩である谷川真理を始め当時の所属選手のほとんども同様だった）。ただ、駅伝など団体の一員として参加する大会においては、一般的なランニングパンツを着用することのほうが多かった。

## 競技歴

### 世界陸上シュトゥットガルト大会、広島アジア大会出場
社会人になってのトラック競技においての世界大会出場は、1993年の世界陸上シュトゥットガルト大会の1500m・3000mでの出場である。2種目共に予選落ちであったが、翌1994年の自国開催である広島アジア大会では、3000mでの出場を果たし、馬軍団の張林麗には敗れたものの、8分53秒74の好記録で銀メダルを獲得した。また、この年は絶好調で、1500m・3000mで当時の日本記録を樹立している。
なおコーチ・夫の勉氏の著書で，1993年世界陸上での惨敗がその後のトレーニング方針の転換点となったことが明かされている．日本記録を樹立し自信を持って臨んだ 3,000m 予選で，スローペースからの日本記録を上回るラスト2周にまったく歯が立たなかった経験により，筋出力と走技術の両方を高めスピードを上げる (長距離走よりも短距離走の指導者により多く相談をしたそうである) 模索を始めた．

### アトランタ五輪、世界陸上アテネ大会、世界陸上セビリア大会出場
弘山の初めてのオリンピック出場は、1996年のアトランタオリンピックだった。女子5000mに出場するも、レース本番前に体調を崩した影響により、予選落ちという不本意な結果に終わった。アトランタ五輪から1年後の翌1997年の世界陸上アテネ大会5000mは8位入賞を果たした。また同1997年10月の日本陸上選手権10000mでは、千葉真子や川上優子など若きライバルらを退けて初優勝。それから2年後の1999年の世界陸上セビリア大会10000mは、メダル獲得に届かなかったものの、4位入賞の好成績を挙げている。

### フルマラソン挑戦
フルマラソン初挑戦は、国士舘大学の卒業記念として出走した1991年の名古屋国際女子マラソンで、まだ結婚する前の事である。レース終盤は極度の疲労と空腹感に悩まされて、途中歩いてしまいながらもなんとかゴールにたどり着いた。2回目のマラソンは、それから7年が経った1998年の初マラソンと同じ名古屋国際女子マラソンだった。30km地点までは先頭集団のスローペースに余裕でついたが、その後、当時の日本最高記録を達成して優勝した、高橋尚子の猛烈なスパートには全くついていけなかった。それでも初マラソンのタイムを20分以上短縮する2時間28分台をマークし、3位に食い込んだ。
1999年8月の世界陸上セビリア大会10000mで日本女子最高の順位と、同年10月の日本選手権優勝の実績により、翌2000年シドニーオリンピックの女子長距離トラック種目の内定代表に、日本陸連から打診を受ける。しかし世界陸上では4位とはいえ、3位の選手とは1分近くの差が有り、世界と互角に戦うならフルマラソンしか無いと判断した弘山は、五輪内定を辞退。あえて女子マラソンの種目で、シドニー五輪へ挑戦する事となった（長距離種目の内定を貰いながらのマラソン挑戦は認められなかった。弘山の辞退により、世界陸上5位入賞の高橋千恵美が繰り上げで五輪内定となった）。

### シドニー五輪出場
2000年9月開催のシドニー五輪女子マラソン代表選考レースだった、同年1月の大阪国際女子マラソンでは、序盤から積極的に集団を引っ張り、終盤の37Km過ぎに弘山自らスパートを仕掛け、40Km地点ではリディア・シモンらに11秒の差をつけて、勝負あったかに見えた。しかしシモンはここから驚異的な追い上げを見せて、長居陸上競技場に入る直前のゴール迄残り500m付近で、弘山はシモンに追いつかれ逆転されてしまう。結果弘山は2時間22分56秒でゴール、世界歴代9位（当時）・日本歴代3位（当時）の好記録でゴールしながらも、優勝したシモンにわずか2秒差で2位と敗れた。
注目されたシドニー五輪女子マラソンの選考は、既に市橋有里が昨年の世界陸上セビリア大会での銀メダル獲得で内定済み、代表に選出された東京優勝の山口衛里と名古屋優勝の高橋尚子より、弘山は順位もタイムも劣っていた為、無念の落選となった（補欠は弘山ではなく小幡佳代子）。
五輪女子マラソン代表落選時の弘山は、夫の勉コーチと共に夫妻二人揃って、気丈に記者会見に応じていたが、内心落選のショックはかなり大きかった、という。それでも弘山はめげずに、一旦は五輪内定を辞退していた長距離トラック種目での五輪代表を目指す事となった。そして選考レースの水戸国際陸上大会で優勝し、晴れてシドニー五輪女子10000m代表に選出される。夫の勉コーチは思わず感涙、その光景にもらい泣きする陸上ファンも多かった。そのシドニー五輪の10000mレース本番は、予選では余裕で通過したものの、決勝では超高速のペースについていけずレース後半周回遅れとなり、最下位の20位に終わる。しかし弘山は「色々な事が有った中、五輪の舞台に出場する事が出来て良かった」と、サバサバした表情で語っていた。

### 釜山アジア大会出場
2001年には、ロンドンマラソンで自身初の海外マラソンに挑戦するが、12位に終わっている。翌2002年、大阪国際女子マラソンではローナ・キプラガトには敗れたものの2位に入り、大南博美と共に釜山アジア大会の女子マラソン代表に選ばれた。
釜山アジア大会では、序盤から積極的に先頭に立つものの、優勝したハム・ボンシルのコバンザメ走法に翻弄され 敗れたものの、銀メダルに輝いている（銅メダルは大南博美）。

### アテネ五輪出場
シドニーオリンピックの女子マラソン日本代表落選から4年後、35歳となった2004年アテネ五輪も女子マラソンでの出場を目指したが、選考レースの同年1月の大阪国際女子マラソンでは、レース中盤の大阪城公園内でスパートした千葉真子（2位）や坂本直子（優勝）らについていけず5位に留まり、再び五輪でのマラソン代表選出はならなかった。しかしその後はすぐさま気持ちを切り替え、長距離トラック代表での五輪出場を目指した。そして同年6月の日本選手権女子10000mで3位に入賞、4年前と同じく長距離種目での五輪日本代表入りを果たす。日本女子の陸上競技トラック種目で五輪3回連続出場の快挙達成は、彼女が初めてであった。そのアテネ五輪10000m本番では、大島めぐみ・福士加代子と共に出場し、メダル・入賞争いには絡めなかったが、前回のシドニー五輪よりわずかながらも順位を上回り、18位のゴールだった。

### 世界陸上ヘルシンキ大会出場
36歳となった2005年1月の大阪国際女子マラソンでは、2時間25分台タイムをマークして3位に入る。そして同年8月の世界陸上ヘルシンキ大会に、初めて女子マラソンの日本代表に選ばれた。その世界陸上の本番レースでは、優勝したポーラ・ラドクリフらのハイペースにはつかずに自重、一度も優勝争いに加わらなかったものの、レース後半に追い上げて結果8位入賞と健闘する（女子マラソン団体戦では日本代表として銀メダル獲得）。また、通算3種目の世界陸上選手権入賞は、日本人では弘山が初めてであった。

### マラソン・実業団女子駅伝初優勝
37歳となった2006年3月の名古屋国際女子マラソンでは、41キロ地点までトップを走っていた渋井陽子を、一時は最大58秒もあった差を驚異的な粘りでかわして大逆転、自己最高に迫る2時間23分台の好タイムで悲願のマラソン初優勝を果たした。ゴール後に夫の勉ヘッドコーチ（当時）と抱き合い号泣した姿は、陸上ファンならずとも大変感動するシーンとなった。なお、37歳での日本女子選手の国内三大マラソン（当時東京・大阪・名古屋） 優勝は、34歳で同じく名古屋で優勝した浅井えり子を3歳上回る現在の最高齢記録である。さらに2時間23分26秒のゴールタイムは、35歳以上の女子マラソンランナーの記録としても、2023年まで当時の日本女子最高記録だった
38歳となった2006年12月の全日本実業団対抗女子駅伝では、資生堂の6区アンカーを務めた。5区から6区への中継所での弘山は2位でたすきを受けるも、10秒差あった首位の三井住友海上のアンカー大崎千聖に途中で追いついた。そして最後の長良川陸上競技場に入ってからトラックで引き離して逆転、ついに資生堂の初優勝に貢献した。資生堂陸上部の功労者であり、最初にゴールテープを切ってほしいという願いを叶えた弘山に対し、資生堂の部員達はゴール後嬉し涙を流していた。

### 40歳で現役引退
2007年3月の名古屋国際女子マラソンで2連覇と、39歳となる同年9月の世界陸上大阪大会代表選出を目指して出走。結果優勝した橋本康子と3秒差で2位となったが、ゴールタイムが他の候補選手らと比べて劣っていたのが響いて、2大会連続の世界陸上女子マラソン代表選出はならなかった。
翌2008年3月の名古屋国際女子マラソンに再び出走、同年8月開催の北京オリンピック女子マラソン代表選出を目指したが、両足にマメが出来るアクシデントが響き29km付近で優勝争いから脱落し、9位に敗れた。その後長距離トラック種目で北京五輪代表を狙い、6月の日本選手権で女子10000mに出走したが11位に終わり、4大会連続の五輪出場はならなかった。
40歳となった2009年3月の東京マラソン2009を最後に、第一線から退く意向を夫の勉監督から明らかにされた。その東京マラソン本番では、練習時に風邪で体調を崩したため優勝争いには絡めなかったが、2時間35分台で完走して10位。ゴール直後弘山は「今は終わってホッとしている」と笑顔で振り返るも、その2日後夫婦揃っての引退記者会見では「もうこれ以上戦う気持ちにはなれなかった」と、思わず涙を見せる場面もあった。
現役引退後は、講演・市民マラソンゲスト出走の他、2009年4月から4年間資生堂RCのアスリートアドバイザーを担当していた。なお2009年11月23日にはNHK『ホリデーインタビュー』に出演し、郷里徳島でそれまでの競技生活を振り返るインタビューを受けている。
2010年3月7日、41歳の高齢ながら第一子となる長女を出産。同年10月24日に仙台で行われた杜の都駅伝テレビ中継における解説から、本格的に活動を再開した。
2012年2月26日、43歳で出産後初のフルマラソンとなる東京マラソン2012に出場した。しかし、同年12月16日開催の全日本実業団女子駅伝での資生堂RCの結果が13位と振るわず、翌2013年3月をもって夫・勉監督と共に22年間所属していた資生堂RCを退任・資生堂も退職した。
2014年10月より、EVOLUアスリートクラブ代表を務める夫・勉らと共にアスリートLabスタッフ（2015年4月より代表就任）として、アスリート及び市民ランナーへのランニング指導を活動中。

## 主な成績

### 学生時代
- 中学時代 全日本中学選手権 800m/第2位
- 高校時代 全国高校総体 800m/第5位
- 大学時代 日本陸上選手権 1500m/第5位
- 1991年 名古屋国際女子マラソン 2時間51分36秒/33位（初マラソン）

### 社会人（資生堂）時代
- 1992年 第76回日本陸上選手権 1500m,3000m/優勝
- 1993年 世界陸上選手権（シュトゥットガルト） 1500m 4分19秒67/予選記録
- 1993年 世界陸上選手権（シュトゥットガルト） 3000m 9分11秒77/予選記録
- 1994年 アジア競技大会（広島） 3000m 8分53秒74/2位（銀メダル獲得）
- 1996年 アトランタオリンピック 5000m 15分50秒43/予選記録
- 1997年 世界陸上選手権（アテネ） 5000m 15分27秒75/予選通過
- 1997年 世界陸上選手権（アテネ） 5000m 15分21秒19/決勝8位入賞
- 1997年 第81回日本陸上選手権 10000m 31分22秒72/優勝
- 1998年 名古屋国際女子マラソン 2時間28分12秒/3位
- 1999年 世界陸上選手権（セビリア） 10000m 31分26秒84/決勝4位入賞
- 1999年 第83回日本陸上選手権 10000m 32分08秒00/優勝
- 2000年 大阪国際女子マラソン 2時間22分56秒/2位/当時世界歴代9位・日本歴代3位（現在日本歴代8位）
- 2000年 水戸国際陸上競技大会 10000m 31分59秒60/優勝
- 2000年 シドニーオリンピック 10000m 32分07秒68/予選通過
- 2000年 シドニーオリンピック 10000m 32分24秒17/決勝20位
- 2001年 ロンドンマラソン 2時間29分01秒/12位
- 2002年 大阪国際女子マラソン 2時間24分34秒/2位
- 2002年 アジア競技大会（釜山） 2時間34分44秒/2位（銀メダル獲得）
- 2003年 全日本実業団対抗陸上大会 5000m/優勝
- 2004年 大阪国際女子マラソン 2時間31分07秒/5位
- 2004年 第88回日本陸上選手権 10000m 31分34秒08/3位
- 2004年 アテネオリンピック 10000m 32分15秒12/決勝18位
- 2005年 大阪国際女子マラソン 2時間25分56秒/3位
- 2005年 第89回日本陸上選手権 10000m 31分34秒79/2位
- 2005年 世界陸上選手権（ヘルシンキ）女子マラソン 2時間25分46秒/8位入賞（日本女子団体銀メダル）
- 2006年 名古屋国際女子マラソン 2時間23分26秒/優勝
- 2006年 上海国際マラソン 2時間32分33秒/2位（練習の一環として出走）
- 2006年 全日本実業団対抗女子駅伝競走大会 6区 20分18秒/区間賞・区間新記録（資生堂チーム優勝）
- 2007年 名古屋国際女子マラソン 2時間28分55秒/2位
- 2007年 北海道マラソン 2時間33分39/3位
- 2008年 名古屋国際女子マラソン 2時間29分50秒/9位
- 2009年 東京マラソン 2時間35分39秒/10位（現役ラストラン）

その他、皇后盃全国都道府県対抗女子駅伝競走大会、横浜国際女子駅伝などにも出場。

### 現役引退後
- 2012年 東京マラソン 3時間06分16秒/51位

## 自己記録
- 800m 2分06秒19 兵庫リレーカーニバル（1994年4月24日）
- 1500m 4分11秒10 織田記念国際陸上大会（1994年4月29日）
- 3000m 8分50秒40 ワールドゲームズ（1994年6月29日）
- 5000m 15分03秒67 DNガラン（1998年8月5日）
- 10000m 31分22秒72 日本選手権（1997年10月5日）
- 20 km 1時間07分14秒 神戸女子ロードレース（1999年11月14日）
- ハーフマラソン 1時間09分41秒 京都シティハーフマラソン（2001年3月11日）
- マラソン 2時間22分56秒 大阪国際女子マラソン（2000年1月30日）

## 関連書籍
- 『スピードトレーニングでタイムが伸びる　弘山晴美のマラソン術 (Gakken sports books)』（弘山勉(著)、学習研究社、2005/3、ISBN 978-4054025196）